# 아모로니마니아구

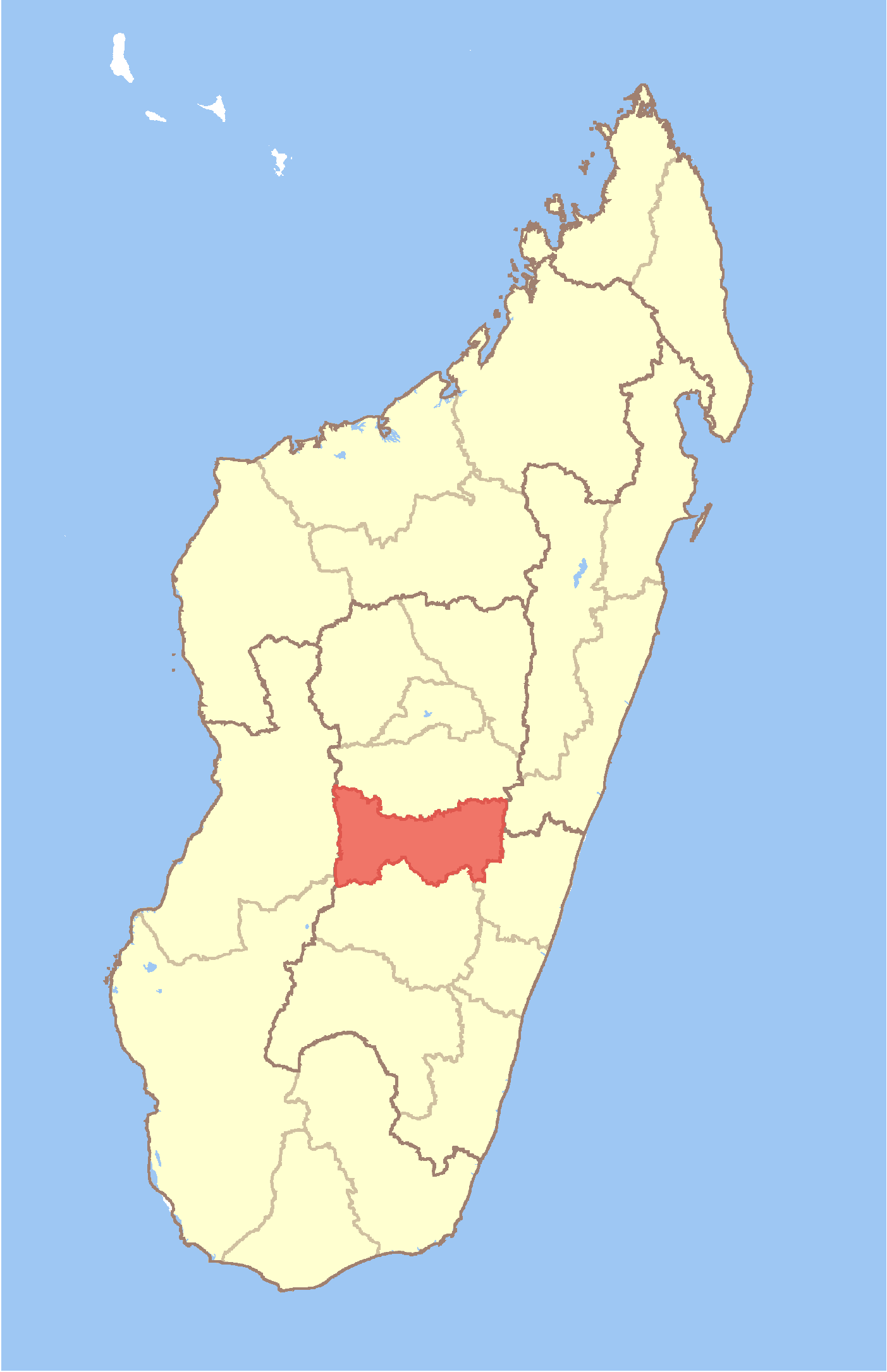
아모로니마니아 구의 위치

아모로니마니아구(말라가시어: Amoron'i Mania)는 마다가스카르 중부에 위치한 구로 행정 중심지는 암보시트라이며 면적은 16,141km2, 인구는 693,200명(2004년 기준)이다. 북쪽으로는 바키낭카라트라 구, 북동쪽으로는 아치나나나 구, 남동쪽으로는 바토바비피토비나니 구, 남쪽으로는 오트마치아트라 구, 남서쪽으로는 아치모안드레파나 구, 서쪽으로는 메나베 구와 접한다. 4개 현을 관할한다.